# Sybille Stamm

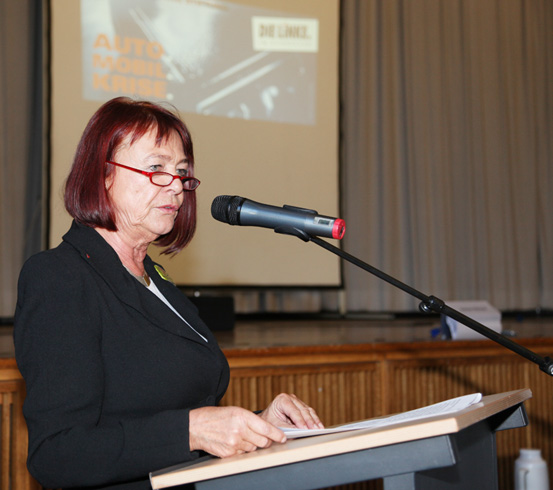
Sybille Stamm (2010)

Sybille Stamm (* 24. März 1945 in Flensburg; † 14. Dezember 2023 in Stuttgart) war eine deutsche Gewerkschafterin, Mitglied der SPD und ab 2007 Mitglied der Partei Die Linke. Von 1991 bis 2009 war sie Richterin am Verfassungsgerichtshof für das Land Baden-Württemberg.

## Leben
Stamm wuchs in Flensburg auf und ging zum Studium nach München, wo sie sich an der Ludwig-Maximilians-Universität in Politikwissenschaften einschrieb. Dort war sie Teil der 68er-Bewegung, wohnte zeitweise mit der Rockgruppe Ammon Düül in einer Wohngemeinschaft, zeitweise auch mit Wim Wenders und Elke Heidenreich. Sie war Mitglied der Roten Zellen, aktiv in der studentischen Politik. Dort lernte sie ihren Ehemann Jürgen Stamm (später 1. Bevollmächtigter der IG Metall in Stuttgart) kennen, setzte sich mit dem Werk von Karl Marx auseinander, der ihr in ihrer späteren Gewerkschaftsarbeit zentrales Analyseinstrument und Politikratgeber blieb.
Nach dem Studium begann für Sybille, u. a. mit Gudrun Trautwein-Kalms und Franziska Wiethold, eine außerordentlich intensive und kontroverse Zeit in der gewerkschaftlichen Bildungsarbeit, zunächst an der DGB-Bundesjugendschule Oberursel (unter der Leitung von Hinrich Oetjen). 1973 trat Stamm der SPD bei und war Mitglied bis 2007.

### Gewerkschafterin
Sybille Stamm war in der Bezirksleitung der IG Metall und der IG Medien. Sie war Leiterin der Abteilung Tarifpolitik beim Hauptvorstand der IG Medien. Schwerpunkt der Arbeit von Stamm waren Verhandlungen mit Arbeitgebern um Arbeitszeit, um Lohn und um Arbeitsbedingungen. In den 80er Jahren war der Kampf um die stufenweise Einführung der 35-Stunden-Woche das zentrale Thema. Gleichermaßen war für die erste Generation der Frauen in gewerkschaftlichen Führungspositionen der Einsatz für die Gleichberechtigung von Frauen und Männern ein wichtiger Diskussionsfokus.
Stamm hat entscheidend an der Gründung der Vereinigten Dienstleistungsgewerkschaft (ver.di) mitgearbeitet. Dafür wurden die fünf Quellgewerkschaften Gewerkschaft Öffentliche Dienste, Transport und Verkehr (ÖTV), Deutsche Angestellten-Gewerkschaft (DAG), Gewerkschaft Handel, Banken und Versicherungen (HBV), Deutsche Postgewerkschaft und IG Medien zu einer Einheit zusammengeführt. Vom ver.di-Gründungsjahr 2001 bis zum Eintritt in den Ruhestand Ende 2007 arbeitete Stamm hauptamtlich bei der Vereinten Dienstleistungsgewerkschaft und war baden-württembergische Landesvorsitzende. ver.di hatte 2007 235 000 Mitglieder und ist nach der IG Metall die zweitgrößte Gewerkschaft im Südwesten der Bundesrepublik.
Tarifpolitischer Höhepunkt ihrer Amtszeit bei ver.di war 2006 der wochenlange Streik gegen eine Arbeitszeitverlängerung im öffentlichen Dienst.

### Verfassungsgerichtshof für das Land Baden-Württemberg
Am 23. März 1995 wurde Stamm als Nachfolgerin der zurückgetretenen Monika Wulf-Mathies mit 91 von 119 Stimmen vom Landtag von Baden-Württemberg in den Staatsgerichtshof für das Land Baden-Württemberg gewählt. Sie war dort eine von neun Richtern und gehörte der Gruppe der Mitglieder ohne Befähigung zum Richteramt an. Am 29. Juni 2000 wurde sie mit 83 von 107 Stimmen wiedergewählt. Mit Eintritt in den Ruhestand trat sie zum 31. Dezember 2007 vor dem regulären Ende der Wahlperiode von diesem Ehrenamt zurück. Ihre Nachfolgerin im Amt war Leni Breymaier.

### Politische Arbeit
Mit Eintritt in den Ruhestand 2007 trat Stamm aus der SPD aus und in die Partei Die Linke ein. Sie wurde Landessprecherin der Linken, wurde Mitglied im Vorstand der Rosa-Luxemburg-Stiftung und hielt Reden zu aktuellen politischen Themen. Sybille Stamm war Mitherausgeberin der Monatszeitschrift Sozialismus.

### Privates
Sybille Stamm war verheiratet mit Jürgen Stamm (1943–2024), einem Funktionär der IG Metall. Am 14. Dezember 2023 verstarb sie im Alter von 78 Jahren in Stuttgart.

## Publikationen
- Widerstandsaktionen gegen Aussperrung im Tarifgebiet Nordwürttemberg-Nordbaden während des Arbeitskampfes um die 35-Stunden-Woche. In: Arbeitskampf um Arbeitszeit. Perspektiven gewerkschaftlicher Zukunft in flexibler Arbeitswelt. Verlag Arbeiterbewegung und Gesellschaftswissenschaften, Marburg 1985, ISBN 978-3-921630-52-5, S. 41–66.
- Sybille Stamm u. a. (Hrsg.): Verteilungskonflikte im Shareholder-Kapitalismus. Supplement der Zeitschrift Sozialismus. Nr. 6, 2000, ISBN 978-3-87975-954-5.
- Michael Reissenberger: Gewerkschaften im Gegenwind. Mit Zitaten von Sybille Stamm und anderen. In: SWR (Hrsg.): Radioreport Recht. 14. März 2006.
- 50 Jahre Das Argument. Kritisch-intellektuelles Engagement heute. In: Georg Auernheimer, Christof Ohm, Tilman Reitz, Thomas Wagner, Jan Rehmann und weitere (Hrsg.): Das Argument. Hamburg 2009, ISBN 978-3-88619-673-9.
- mit Heiner Dribbusch: Streiks – Streikstrategien – Aussperrungen: Arbeitskampf im Wandel. In: Reinhard Bispinck,Thorsten Schulten (Hrsg.): Zukunft der Tarifautonomie. 60 Jahre Tarifvertragsgesetz: Bilanz und Ausblick. VSA, Hamburg 2010, ISBN 978-3-89965-375-5.
- Wem gehört die Zeit? Rosa-Luxemburg-Stiftung, Juni 2013, abgerufen am 19. Juni 2021.
- Richard Detje, Sybille Stamm, Florian Wilde (Hrsg.): Kämpfe um Zeit – Bausteine für eine neue (arbeits-)zeitpolitische Offensive, Manuskripte Neue Folge 10, Rosa-Luxemburg-Stiftung. 2014, ISSN 2194-864X (rosalux.de [PDF]).